# Edison (rivière)
Pour les articles homonymes, voir Edison.
La rivière Edison  (anglais : Edison River) est un cours d’eau du district du Westland de l’Île du Sud de la  Nouvelle-Zélande et un affluent du fleuve Mahitahi.

## Géographie
Elle prend naissance dans la chaîne de «Solution Range» près du «Mont Elliot» et s’écoule vers le nord-ouest et ensuite le nord pour se déverser dans le fleuve Mahitahi.